# Hanny Michaelis

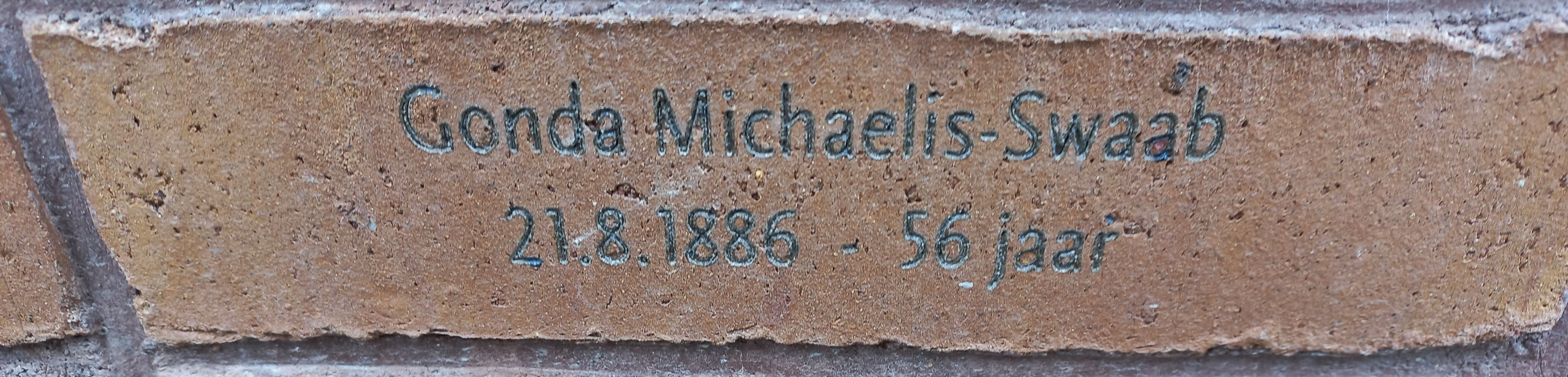
Naamsteen moeder in Holocaust Namenmonument (maart 2023)

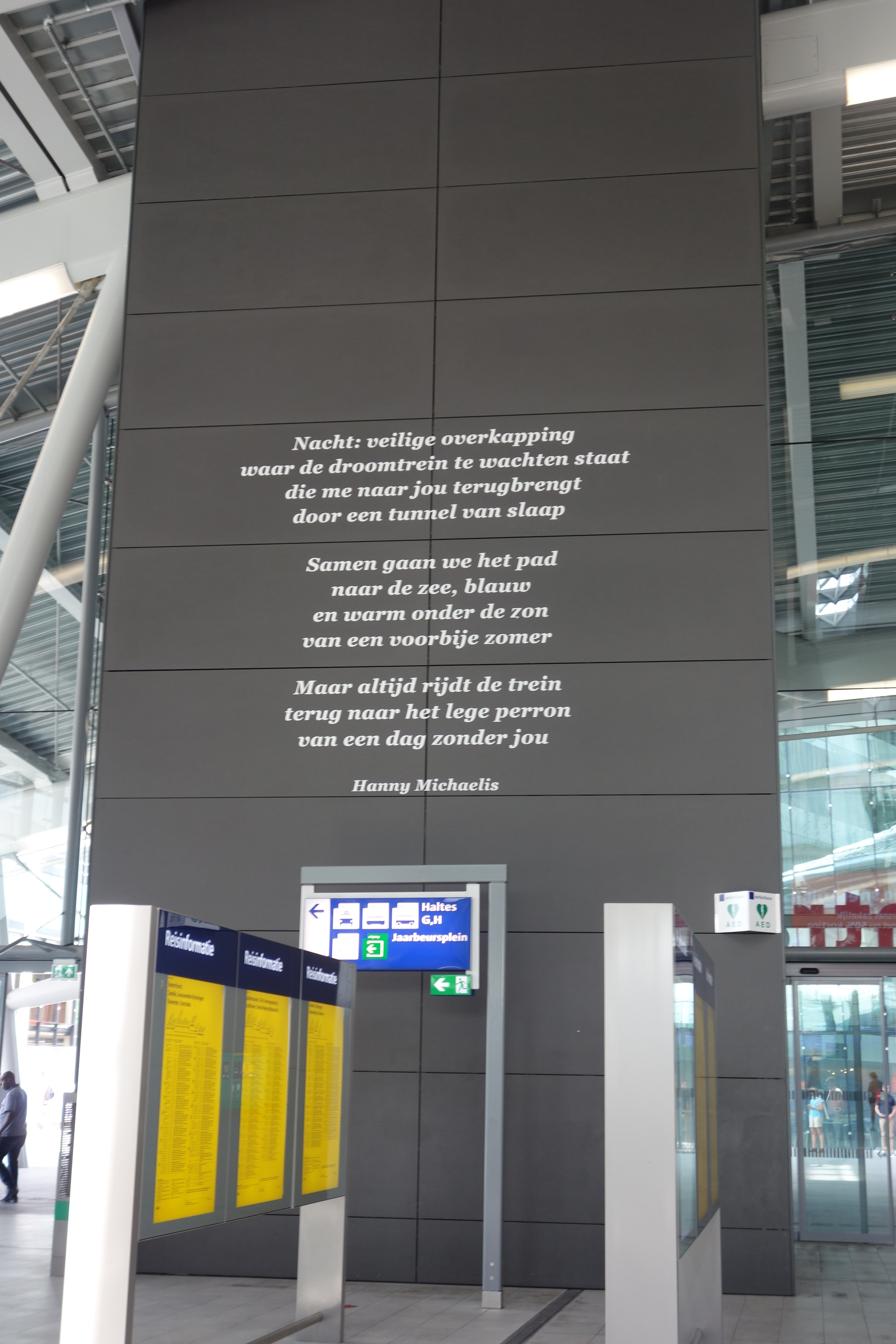
Gedicht van Michaelis op Station Utrecht Centraal

Hanny Michaelis (Amsterdam, 19 december 1922 – aldaar, 11 juni 2007) was een Nederlands dichteres en vertaalster.

## Leven en werk
Ze was dochter van de Duitse kantoorbediende Alfred Michaelis en Amsterdamse Gonda Swaab, beiden op 26 maart 1943 omgebracht in vernietigingskamp Sobibór, zelf zat ze jarenlang bij meerdere families ondergedoken. Ze woonde haar hele leven in Amsterdam-Zuid en Centrum. Ze bezocht vanaf 1936 het Vossius Gymnasium, alwaar ze les had van Dick Binnendijk (D.A.M. Binnendijk). Ze schreef toen al gedichten. Een toenmalig gedicht van haar droeg de titel Avond aan de Amstel. Het is uit 1936 (beginregel: "Avond lag over het water"). 
In 1945 en 1946 verschenen gedichten van haar in bladen als Proloog en Criterium van Uitgeverij Meulenhoff (J.M. Meulenhoff). Ze was destijds als kind van een Duitser statenloos, alhoewel ze in Amsterdam geboren is. Ze kreeg te maken met de onverschilligheid tot tegenwerking bij het aanvragen van het Nederlandse staatsburgerschap, omdat ze niet kon aantonen waar ze sinds 1942 had gewoond.
Zij debuteerde officieel in 1949 met Klein voorspel bij genoemde uitgeverij. Ze werkte enige tijd bij die uitgeverij en mocht op voorspraak van Binnendijk enige gedichten inleveren. Klein voorspel werd niet of nauwelijks gepromoot door de uitgeverij; de eerste oplage bestond uit 300 exemplaren. Hier staat onder andere het gedicht Het prunusboompje in. Vanwege de houding van Meulenhoff stapte ze over naar Van Oorschot. In haar kleine oeuvre beschrijft zij de mens in zijn hulpeloosheid en eenzaamheid, op zoek naar liefde. Haar werk is sober en later ook relativerend. 
In 1950, ze was toen secretaresse bij de redactie van het Nieuw Israelitisch Weekblad, kreeg ze de opdracht/het verzoek van staatssecretaris Jo Cals van het ministerie van Onderwijs, Kunsten en Wetenschappen een essay te schrijven over Nederlandse Joodse dichters omgekomen/omgebracht tijdens Tweede Wereldoorlog.
Die oorlog drukte gezien haar persoonlijke geschiedenis een groot stempel op haar werk. Maar zelden refereerde ze er direct aan; ze wist toen niet hoe ze dat moest verwerken.
Na 1971 schreef Michaelis decennia lang geen nieuwe gedichten meer, ze kon zelf niet precies verklaren waarom. Wel bleef ze door het gehele land voordrachten houden.
In 1995 ontving zij de Anna Bijns Prijs voor haar gehele oeuvre, bij de toekenning van de prijs meldde ze dat ze weer heel langzaam aan het dichten was geslagen, maar tot publicatie kwam het niet meer. In 1996 verschenen haar Verzamelde gedichten en in 2002 een bundel met jeugdherinneringen in proza, Verst verleden.
Om brood op de plank te hebben was zij tussen 1957 en 1983 beleidsmedewerker Kunstzaken bij de gemeente Amsterdam, waar ze (mede) verantwoordelijk was voor de Beeldende Kunstenaars Regeling (BKR) en het inkoopbeleid van Stedelijk Museum Amsterdam. Ze werkte er halve dagen en combineerde dat met de functie secretaris bij de Vereniging van Letterkundigen en vicevoorzitter van de Federatie van Kunstenaarsverenigingen.
Hanny Michaelis overleed op 84-jarige leeftijd. Ze werd op 12 juni 2007 in kleine kring begraven op de Joodse Begraafplaats in Muiderberg. In haar nalatenschap werd een groot aantal schriften gevonden, waarin zij tijdens de Tweede Wereldoorlog een dagboek had bijgehouden. Dit dagboek werd negen jaar na haar overlijden postuum uitgegeven in twee delen: Lenteloos voorjaar (1940-1942) en De wereld waar ik buiten sta (1942-1945). Hierin beschrijft ze uitvoerig en diepgaand haar verliefdheid op klasgenoot Eldert Willems en haar relatie tot leraren als Jacques Presser, Dick Binnendijk en Anthonie Donker, alias prof. Nico Donkersloot.
Op haar 100e geboortedag is in Amsterdam een brug naar Hanny Michaelis genoemd.

### Reve
Michaelis was van 1948 tot 1959 getrouwd met de schrijver Gerard (Kornelis van het) Reve. Ze leerden elkaar kennen in 1947 bij de uitreiking van de Reina Prinsen Geerligsprijs, die dat jaar was toegekend aan Van het Reve en waarbij Michaelis een eervolle vermelding kreeg. In 1963 maakte ze de (geautoriseerde) vertaling van Reve's bundel The acrobat and other stories, onder de titel Vier wintervertellingen. Het huwelijk werd ontbonden toen Reve besloot om voor zijn homoseksualiteit uit te komen en met een man te gaan samenleven. Michaelis en Reve bleven wel zeer goed bevriend. Haar gezondheid stond echter niet toe dat ze in april 2006 op zijn begrafenis aanwezig was.

## Prijzen

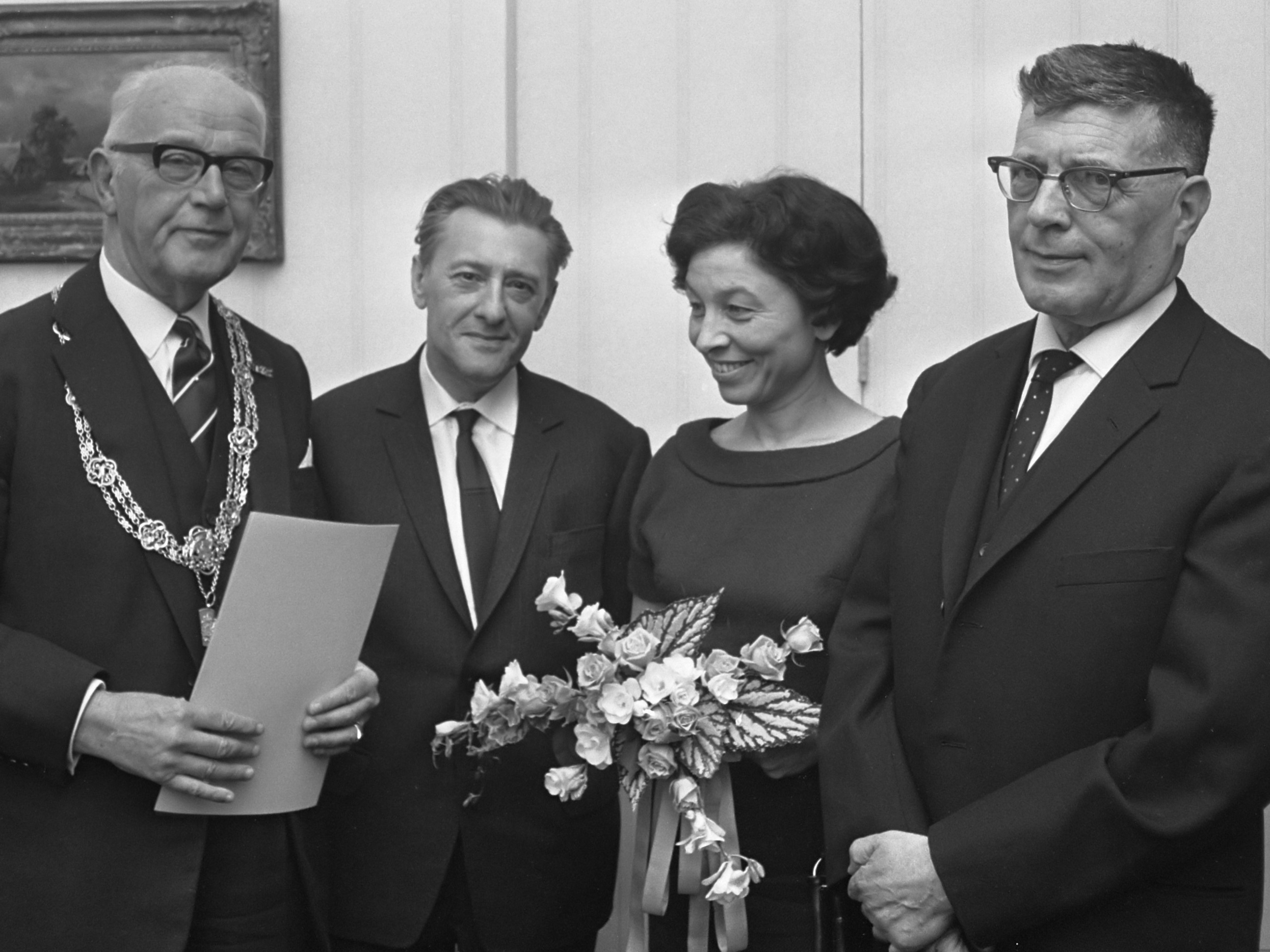
Uitreiking van de Jan Campert-prijs, v.l.n.r. burgemeester Kolfschoten van Den Haag, Louis Paul Boon, Hanny Michaelis en Jacques Presser (1967)

- 1966 - Jan Campert-prijs
- 1995 - Sjoerd Leikerprijs
- 1995 - Anna Bijns Prijs